# Dichaea cornuta
Dichaea cornuta är en orkidéart som beskrevs av Spencer Le Marchant Moore. Dichaea cornuta ingår i släktet Dichaea och familjen orkidéer. Inga underarter finns listade i Catalogue of Life.